# Jorge Wagner
Jorge Wagner (født 7. november 1978) er en brasiliansk fodboldspiller.